# Pollenia pruinosa
Pollenia pruinosa este o specie de muște din genul Pollenia, familia Calliphoridae. A fost descrisă pentru prima dată de Macquart în anul 1835.
Este endemică în Franța. Conform Catalogue of Life specia Pollenia pruinosa nu are subspecii cunoscute.